# LG경영연구원
LG경영연구원은 기업의 비즈니스 경쟁력 강화와 국민경제 발전에 기여하기 위해 설립된 LG그룹의 연구원이다.

## 연혁
- 1986년 (주)럭키경제연구소 설립
- 1988년 (주)럭키금성경제연구소로 사명 변경
- 1995년 (주)LG경제연구원으로 사명 변경
- 2022년 (주)LG경영연구원으로 사명 변경

## 연구과제
- 전자, 화학, IT, 서비스 관련 산업 연구
- 경영전략, 마케팅, 인사조직, 미래 트렌드 등 경영자문
- 거시경제, 글로벌경제, 자원/에너지, 금융/기업재무 연구

## 같이 보기
- LG그룹